# 彭楚藩
彭楚藩（ほう そはん、1884年 - 1911年10月10日）は、清朝末期の革命家。別名は澤藩または家棟、字は青雲。湖北省武昌県の出身。武昌起義直前に湖広総督の瑞澂により劉復基・楊宏勝と共に斬首刑になり、「彭劉楊三烈士」と呼ばれる。

## 生涯

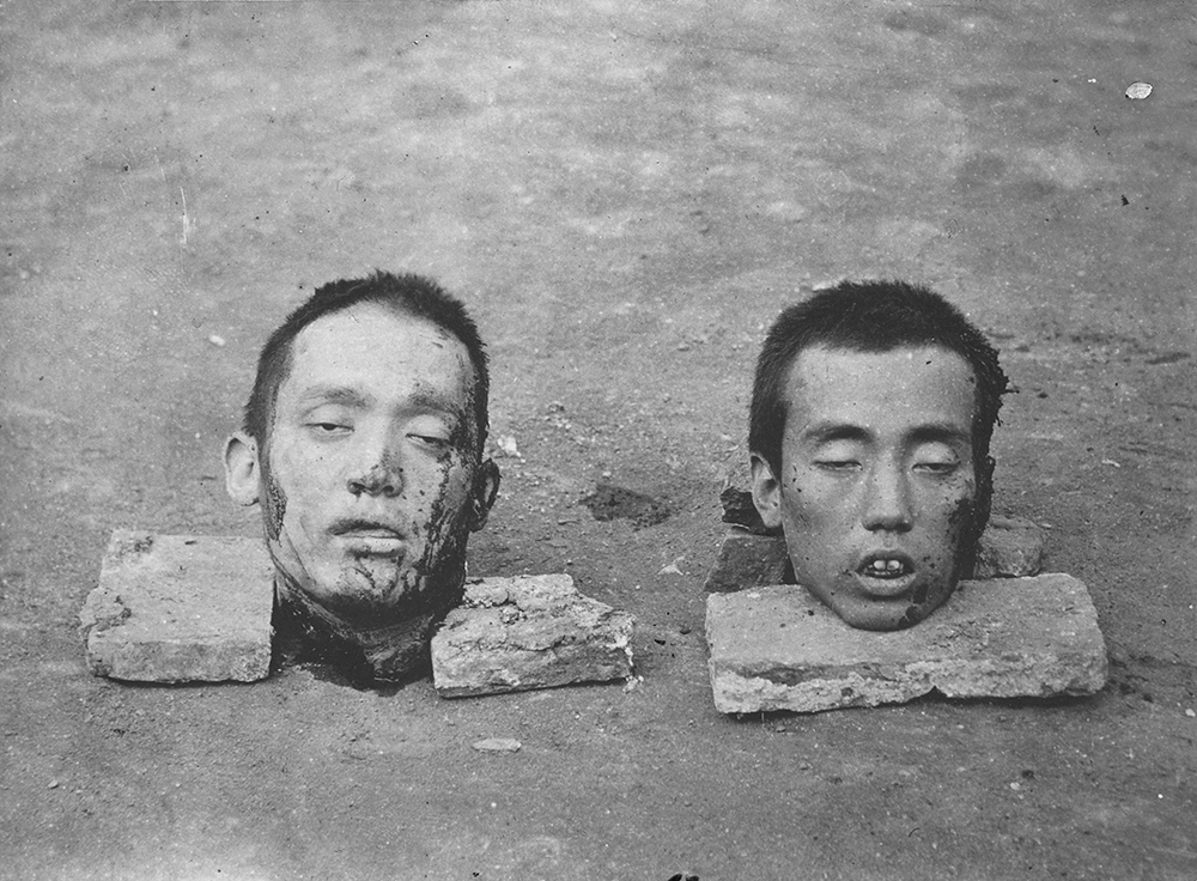
彭楚藩（右）と劉復基（左）は、清軍に逮捕・斬首刑となり、晒し首にされた。

彭楚藩は幼少期に私立学校で学び、後に私立学校教師として働いた。
1905年、劉静庵が組織した日知会に加入し、翌年湖北新軍砲兵隊に配属された。まもなく日知会が計画した萍瀏醴起義が失敗し、彭楚藩は湖北憲兵営学堂を卒業、憲兵隊に配属された。1909年には共進会の設立に参加し、接触監視を担当、1911年9月には湖北革命軍本部設立の準備を行っていた。
10月9日、孫武の爆弾事故が発生。蔣翊武は逃亡に成功したが、劉復基と彭楚藩はその夜に小朝街で会合中に清軍に逮捕された。裁判に参加した上院議員の鉄忠は、憲兵隊の同僚で、義弟でもある彭楚藩を助けるため弁明を行ったが、彭楚藩は自身の死が革命の火種となることを望んで自首した。
10日朝、湖広総督の瑞澂は彭楚藩・劉復基・楊宏勝の3名を斬首刑に処し、新軍内には動揺が広がった。その夜、金兆龍と程定国という2名の革命派が就寝命令違反のトラブルから哨長（小隊長に相当）の陶啓勝を射殺、直後に共進会の熊秉坤がこれに乗じて反乱を起こし、武昌起義が勃発した。
彭楚藩の墓は湖北省鄂州市西山にある古代霊泉寺の裏の丘の中腹に建てられた。

## 記念

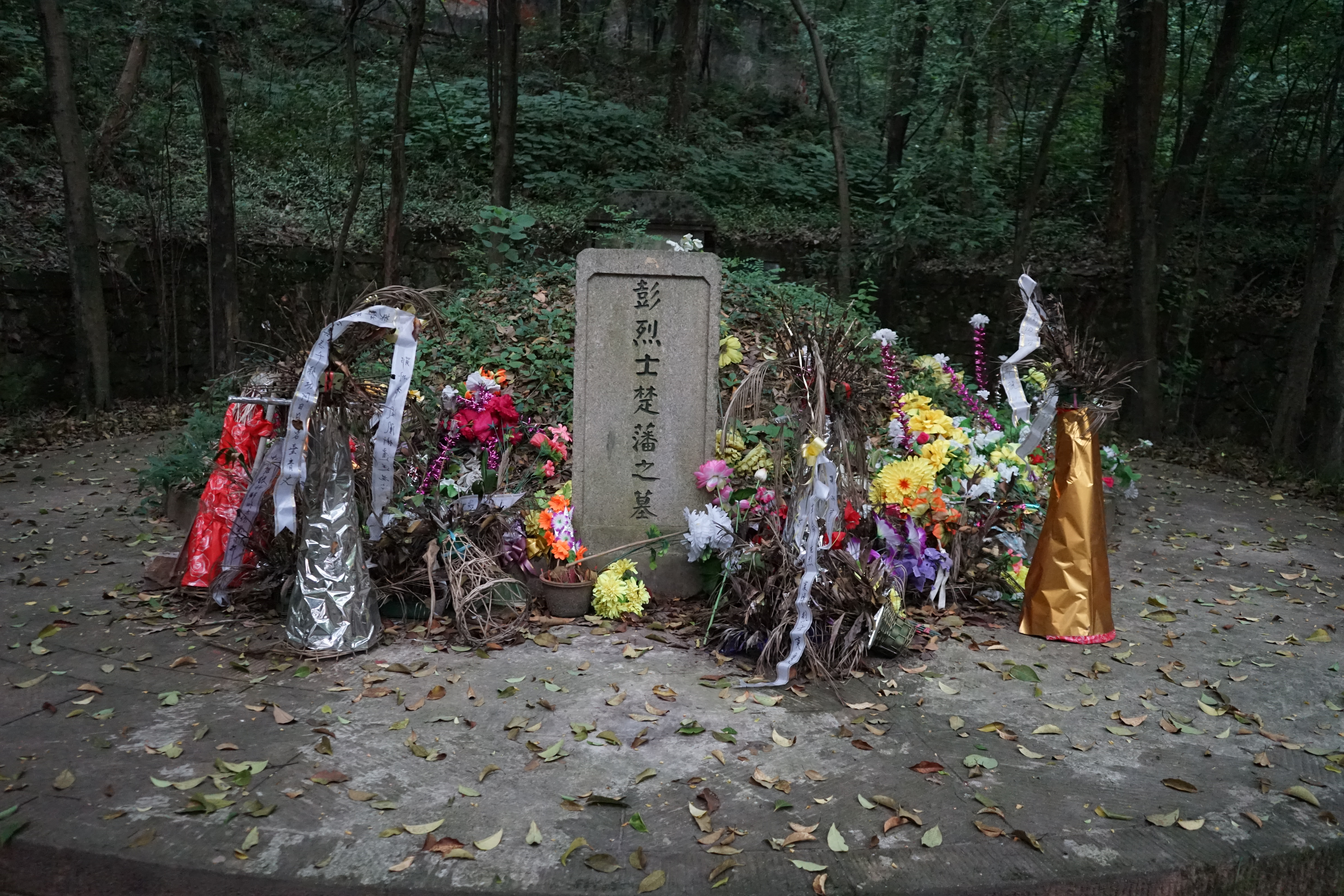
鄂州西山にある彭楚藩烈士墓

武昌には、3人の名から取った「彭劉楊路」がある。
1931年、彼らが処刑された湖広総督東門のあった武昌造船所東門内に「三烈士亭」が建てられた。
1991年の武昌第一革命80周年を記念して、武昌区人民政府が第一革命文化祭を開催し、閲馬場堂に三烈士像が建立された。

## 演者
- 1981年の台湾映画 「辛亥双十（中国語版）」において、王道（中国語版）が彭楚藩を演じた。
- 2005年の中国放映のテレビドラマ「武昌首義」において、唐磊が彭楚藩を演じた。
- 2011年の香港映画「1911」において、黄燁誠が彭楚藩を演じた。